# Огнян Огнянов
Огнян Огнянов е български футболист, полузащитник. Играл е за Беласица, Раковски, Кремиковци, Локомотив (Нови Искър), Бдин и Миньор (Бобов дол). Полуфиналист за Купата на ПФЛ през 1996 г. с Беласица.

## Статистика по сезони
- Беласица – 1994/пр. - Б група, 4 мача/0 гола
- Беласица – 1994/95 - Б група, 17/3
- Беласица – 1995/96 - Б група, 19/2
- Раковски – 1997/пр. - А група, 9/0
- Кремиковци – 1997/98 - Б група, 16/2
- Кремиковци – 1998/99 - Б група, 21/1
- Кремиковци – 1999/ес. - Б група, 14/1
- Локомотив (НИ) – 2000/01 - В група, 23/6
- Локомотив (НИ) – 2001/ес. - В група, 15/4
- Бдин – 2002/пр. - В група, 14/5
- Бдин – 2002/03 - В група, 21/6
- Миньор (Бд) – 2003/04 - В група, 27/8